# Ruente
Ruente est une ville espagnole située dans la communauté autonome de Cantabrie.

## Personnalités liées à la commune
- Consuelo Berges (1899-1988), écrivaine républicaine espagnole, est née à Ucieda, sur le territoire de la Ruente.